# Parc d'État de Black Moshannon
Le parc d'État de Black Moshannon (Black Moshannon State Park) est un parc d'État de la Pennsylvanie, dans le comté de Centre, aux États-Unis.